# 柴大履
柴大履（1568年—1606年），字旋甫，號行素，直隸蘇州府崑山縣人，明朝政治人物。

## 生平
萬曆十九年（1591年）辛卯科應天鄉試第一百二十二名舉人。萬曆二十三年（1595年）乙未科會試第三十六名，三甲二百三十四名進士。吏部觀政，二十五年四月授中书舍人，本年順天同考，二十八年廣西主考，二十九年轉兵部武选司員外郎，萬曆三十四年（1606年）假歸，暴卒。无子，其妻孀居四十年。

## 家族
曾祖父柴太，辛未進士、刑部主事；祖父柴中聞，庠生；父親柴輔正，贈徵仕郎。母秦氏，封太孺人。慈侍下。從兄柴尧年，丙戌進士、南京助教。柴禹年，武舉人。